# Jasukazu Tanaka
Jasukazu Tanaka (japonsko 田中 雍和), japonski nogometaš, * 15. junij 1933.
Za japonsko reprezentanco je odigral štiri uradne tekme.